# アン・ヘイウッド
アン・ヘイウッド（Anne Heywood、1932年12月11日 - ）は、イギリスの女優。

## 来歴
ヴァイオレット・プリティとしてイングランドバーミンガムハンズワースに生まれる。1950年に本名でミス・グレートブリテンに輝いている。
一時期、タレントスカウトでテレビ・ラジオ司会者のキャロル・リーバイスのアシスタントとなり、全国の劇場を巡る彼の人材発掘ショーに帯同した。その後ロンドンの演劇学校LAMDA（London Academy of Music and Dramatic Art）に通った。1950年代初めから映画に出演するようになる。脇役からスタートしたが、徐々に主役級へとステップアップした。
特筆すべき出演映画の1つがD・H・ローレンスの小説を映画化した『女狐』（1967年）である。サンディ・デニスと共演したこの作品は、レズビアンを主題としたために公開当時は物議を醸した。1970年代には、イタリアで製作されたジャッロ映画に何作か出演した。
1980年代に入ると彼女の仕事は減少した。1988年、エドワード・ウッドワードが主演するアメリカ合衆国のテレビドラマ『ザ・シークレット・ハンター』にマノン・ブレバード・マーセル役でゲスト出演。翌年、同じマノン役で出演したテレビ映画『Memories of Manon』が最後の作品となる。
ヘイウッドは映画プロデューサーのレイモンド・ストロスと結婚していた。ストロスは『抵抗する勇士』、『The Brain』、『The Very Edge』、『Ninety Degrees in the Shade』、『女狐』、『強奪超特急』、『I Want What I Want』、『さよならミス・ワイコフ』など、彼女の主演映画の大半を製作している。夫が1988年に亡くなるとヘイウッドは引退し、その後スクリーン上に現れることは無かった。1991年、元ニューヨーク州副司法長官のジョージ・ダンジグ・ドルークと再婚、2人はカリフォルニア州ビバリーヒルズに住んでいる。

## 主な出演作
| 年     | タイトル                                       | 役名                            | 備考                                                             |
| ------ | ---------------------------------------------- | ------------------------------- | ---------------------------------------------------------------- |
| 1951年 | Lady Godiva Rides Again                        | ドロシー・マーロウ              | ヴァイオレット・プリティ名義                                     |
| 1953年 | Street Corner                                  | スーザン                        |                                                                  |
| 1956年 | Find the Lady                                  | 受付係                          |                                                                  |
| 1956年 | スピードを盗む男                               | ガブリエラ                      |                                                                  |
| 1957年 | The Depraved                                   | ローラ・ ウィルトン             |                                                                  |
| 1957年 | Doctor at Large                                | エメラルド                      |                                                                  |
| 1957年 | 気球に乗って来た王子                           | グリニス                        |                                                                  |
| 1958年 | 暴力のメロディー                               | キャサリン・マーフィー          |                                                                  |
| 1959年 | The Heart of a Man                             | ジュリー                        |                                                                  |
| 1959年 | 大洪水                                         | エリザベス・マシューズ          |                                                                  |
| 1959年 | 上と下 Upstairs and Downstairs                 | ケイト                          |                                                                  |
| 1960年 | カルタゴ Cartagine in fiamme                   | フルヴィア                      |                                                                  |
| 1960年 | 抵抗する勇士                                   | ニーブ・ドネリー                |                                                                  |
| 1961年 | Petticoat Pirates                              | 一等航海士 アン・スティーヴンス |                                                                  |
| 1962年 | The Very Edge                                  | トレーシー・ローレンス          |                                                                  |
| 1962年 | Stork Talk                                     | リサ・ヴァーノン                |                                                                  |
| 1962年 | The Brain                                      | アンナ・ホルト                  |                                                                  |
| 1965年 | Ninety Degrees in the Shade                    | アリーナ                        |                                                                  |
| 1967年 | 女狐 The Fox                                   | エレン・マーチ                  | ゴールデングローブ賞 主演女優賞 (ドラマ部門) ノミネート          |
| 1969年 | ロザリオの悲しみ                               | ヴァージニア・デ・レイバ        |                                                                  |
| 1969年 | 強奪超特急                                     | シルヴィア・ジルー              |                                                                  |
| 1969年 | 0の決死圏 The Chairman                         | ケイ・ハンナ                    |                                                                  |
| 1972年 | The Killer Is on the Phone                     | エリナー・ローレン              |                                                                  |
| 1972年 | I Want What I Want                             | ロイ／ウェンディ                |                                                                  |
| 1973年 | 修道女ジュリアの告白/中世尼僧刑罰史            | マザー・ジュリア                |                                                                  |
| 1973年 | トレイダー・ホーン Trader Horn                 | ニコール・マーサー              |                                                                  |
| 1974年 | 楡の木陰の愛                                   |                                 | 第25回ベルリン国際映画祭参加作品、伊: "La prima volta sull'erba" |
| 1979年 | Un'ombra nell'ombra                            | カルロッタ・ロードス            | 英題: Ring of Darkness、DVDタイトル: Satan's Wife                |
| 1979年 | さよならミス・ワイコフ Good Luck, Miss Wyckoff | イブリン・ワイコフ              |                                                                  |
| 1984年 | SF謎の地底人発見                               | フリーダ・シェリー              |                                                                  |